# Ernst Tappolet

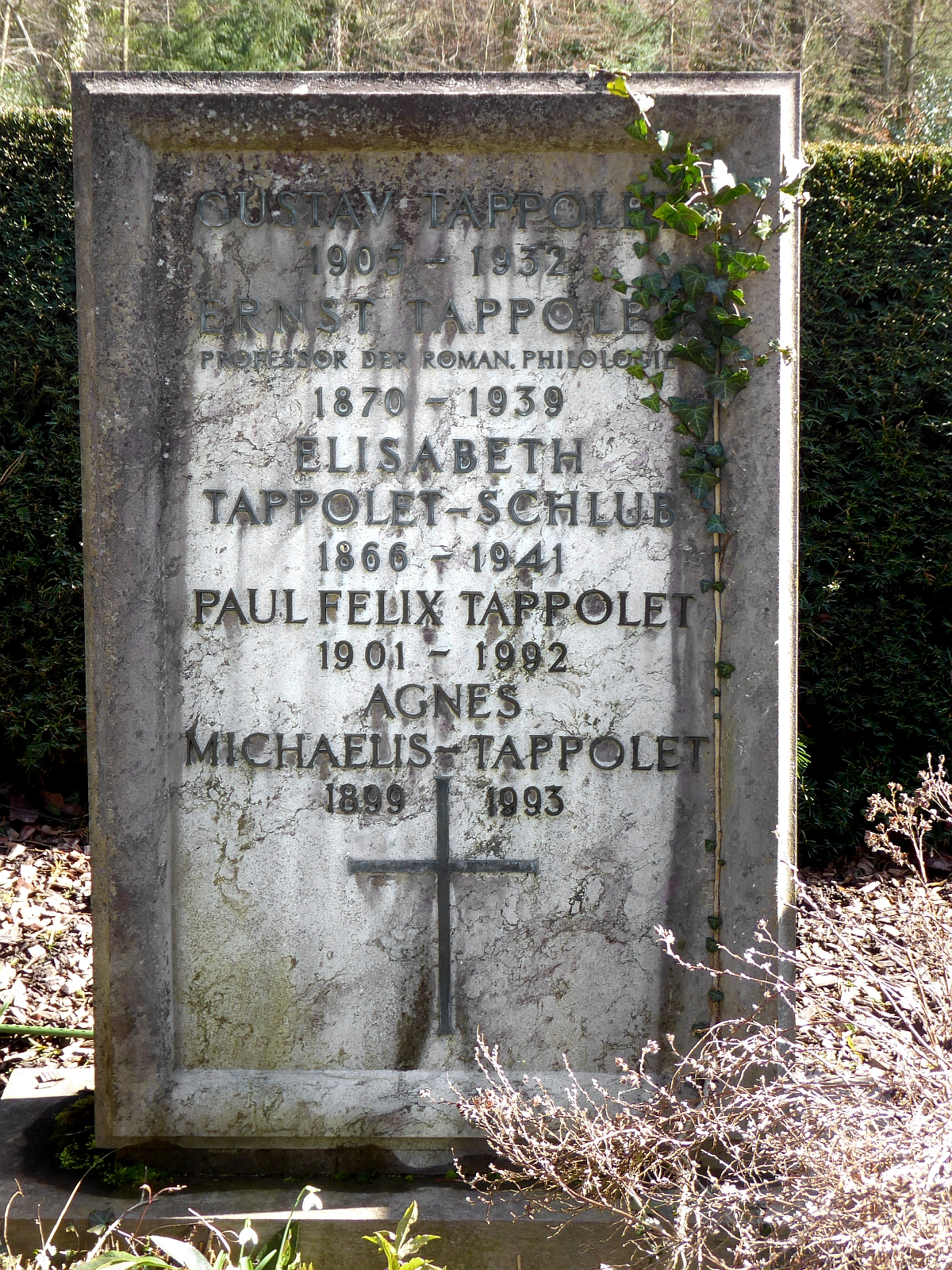
Familiengrab auf dem Friedhof am Hörnli, Riehen, Basel-Stadt

Ernst Emanuel Tappolet, in französischsprachigen Publikationen Ernest Tappolet (* 21. Oktober 1870 in Hittnau; † 2. November 1939 in Basel), war ein Schweizer Romanist. Zusammen mit Louis Gauchat und Jules Jeanjaquet gründete er 1899 das Glossaire des patois de la Suisse romande. Seine 1901 vertretene Meinung, dass Zürich die erste Schweizer Stadt sei, in der das Standarddeutsche den Dialekt als Umgangssprache verdränge, wird noch heute gelegentlich zitiert.

## Leben
Ernst Tappolet stammte aus einer Familie, die um 1800 von Essertines-sur-Yverdon im Kanton Waadt nach Küsnacht ausgewandert war und 1826 das Stadtzürcher Bürgerrecht erwarb. Sein Vater Paul Friedrich Tappolez war Pfarrer im Zürcher Oberland. Seine Halbgeschwister waren der Opernsänger und Gesangspädagoge Siegfried Tappolet und die Künstlerin Bertha Tappolet.
Tappolet studierte in Marburg, Paris, Florenz und Zürich und promovierte an der Universität Zürich bei Heinrich Morf über das Thema Die romanischen Verwandtschaftsnamen, mit besonderer Berücksichtigung der französischen und italienischen Mundarten; ein Beitrag zur vergleichenden Lexikologie (Strassburg 1895). Dieses Werk erwies sich als bahnbrechend für die romanistische onomasiologische Forschung und stand am Anfang einer grossen Zahl von Untersuchungen über den Wortschatz der romanischen Sprachen. Seine Habilitation erfolgte 1902 ebenfalls in Zürich mit der Schrift Über den Stand der Mundarten in der deutschen und französischen Schweiz (Zürich 1901).
Nach einigen Jahren Tätigkeit als Französischlehrer an der Zürcher Kantonsschule wurde er 1904 an die Universität Basel berufen, wo er fortan als Professor für romanische Philologie wirkte. Ab 1924 arbeitete er gleichzeitig als Redaktor am Glossaire des patois de la Suisse romande, das er 1899 zusammen mit Louis Gauchat und Jules Jeanjaquet begründet hatte. 1935 wurde er zu seinem 65. Geburtstag mit einer Festschrift geehrt.
Tappolet war ab 1897 mit Johanna Elisabeth Schlub (1866–1941) verheiratet.

## Wirken

### Universität
Im Zentrum von Tappolets Lehre standen die Onomasiologie (Wortfeldforschung) der romanischen Sprachen und die romanistische Dialektologie. Seinen Schülern vermittelte er ein Wissen, das diese direkt im neusprachlichen Unterricht anwenden konnten. Darüber hinaus setzte er sich mit grundsätzlichen Fragen zur Natur der Sprachen auseinander, was zu den Publikationen Die Sprache des Kindes (1907) und Die Ursachen des Wortreichtums bei den Haustiernamen der französischen Schweiz (1913) führte.

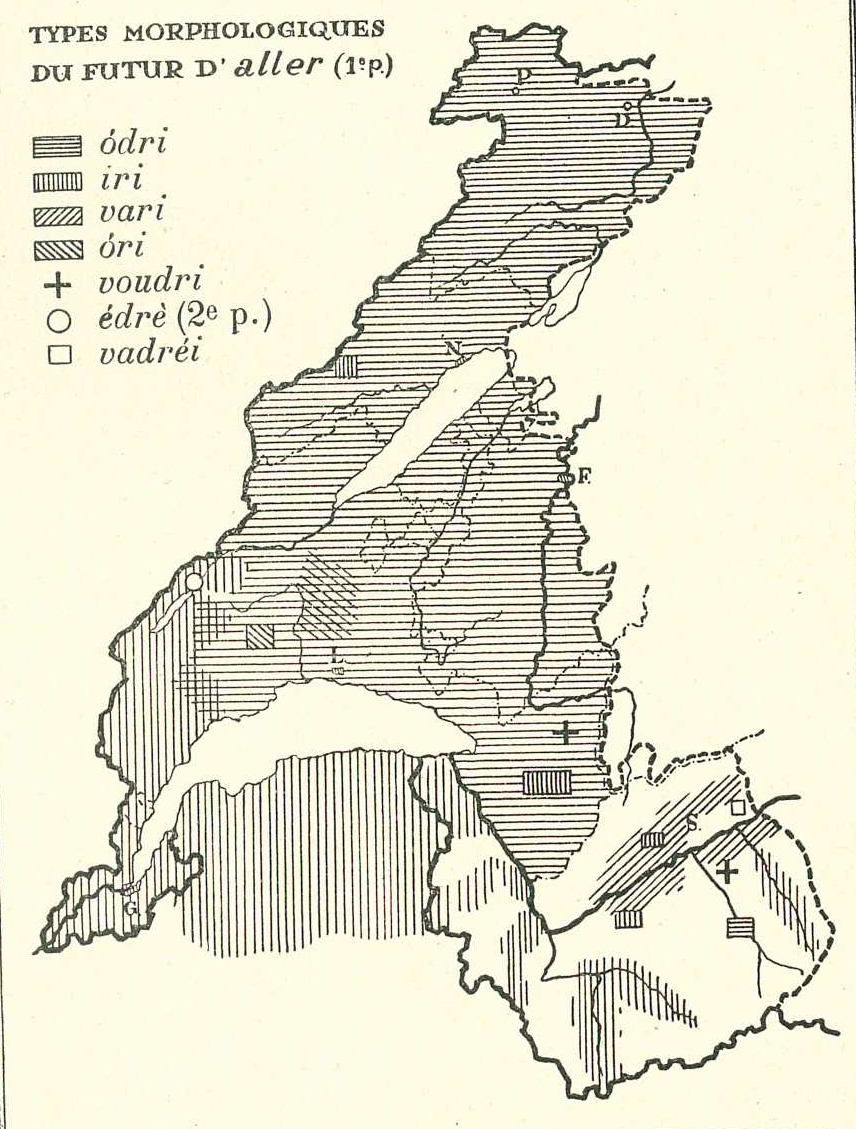
Das Futur von aller in den Mundarten der welschen Schweiz, Karte zu einem Artikel von Ernst Tappolet

### Glossaire des patois de la Suisse romande
Für das Glossaire des patois de la Suisse romande verfasste Tappolet unter anderem die Artikel ados, affaire, agreblyé, agron, aise, aisement, aller, alyon, âme, amour, anneau, ansela, anson, apondre, archal, argent, argile, arin, armalyi, arode, aselye, avec, avoir, Bâle, ban, banc, banneret, bas, beau und ber. Seine besondere Vorliebe galt solchen Artikeln, in denen volkskundliche Aspekte eine wichtige Rolle spielten. Um Material für das Wörterbuch zu gewinnen, stand Tappolet auch selbst im Kontakt zu den Gewährsleuten, und überdies engagierte er sich bei der Aufnahme der Patois auf Grammophonplatten.
Eine Frucht seiner für das Glossaire vorgenommenen Materialsammlungen war überdies die zweibändige Publikation Die alemannischen Lehnwörter in den Mundarten der französischen Schweiz, Kulturhistorisch-linguistische Untersuchung (herausgekommen 1914 und 1917). Hierin erörterte er die kulturellen, sachlichen und affektiven Motive, die zur Übernahme des schweizerdeutschen Wortguts in die Patois führte, wobei er zwischen «Bedürfnislehnwort» und «Luxuslehnwort» unterschied und deren jeweiligen Geltungsraum charakterisierte. Auch die lautlichen Anpassungen der alemannischen Wörter an die frankoprovenzalischen und französischen Mundarten beschrieb er exakt.
Tappolet plante, sich 1940 emeritieren zu lassen, um seine ganze Kraft dem Glossaire zur Verfügung zu stellen. Sein überraschender Tod im Jahr zuvor setzte diesem Ansinnen ein jähes Ende.

### Tappolet und die Zukunft des Schweizerdeutschen

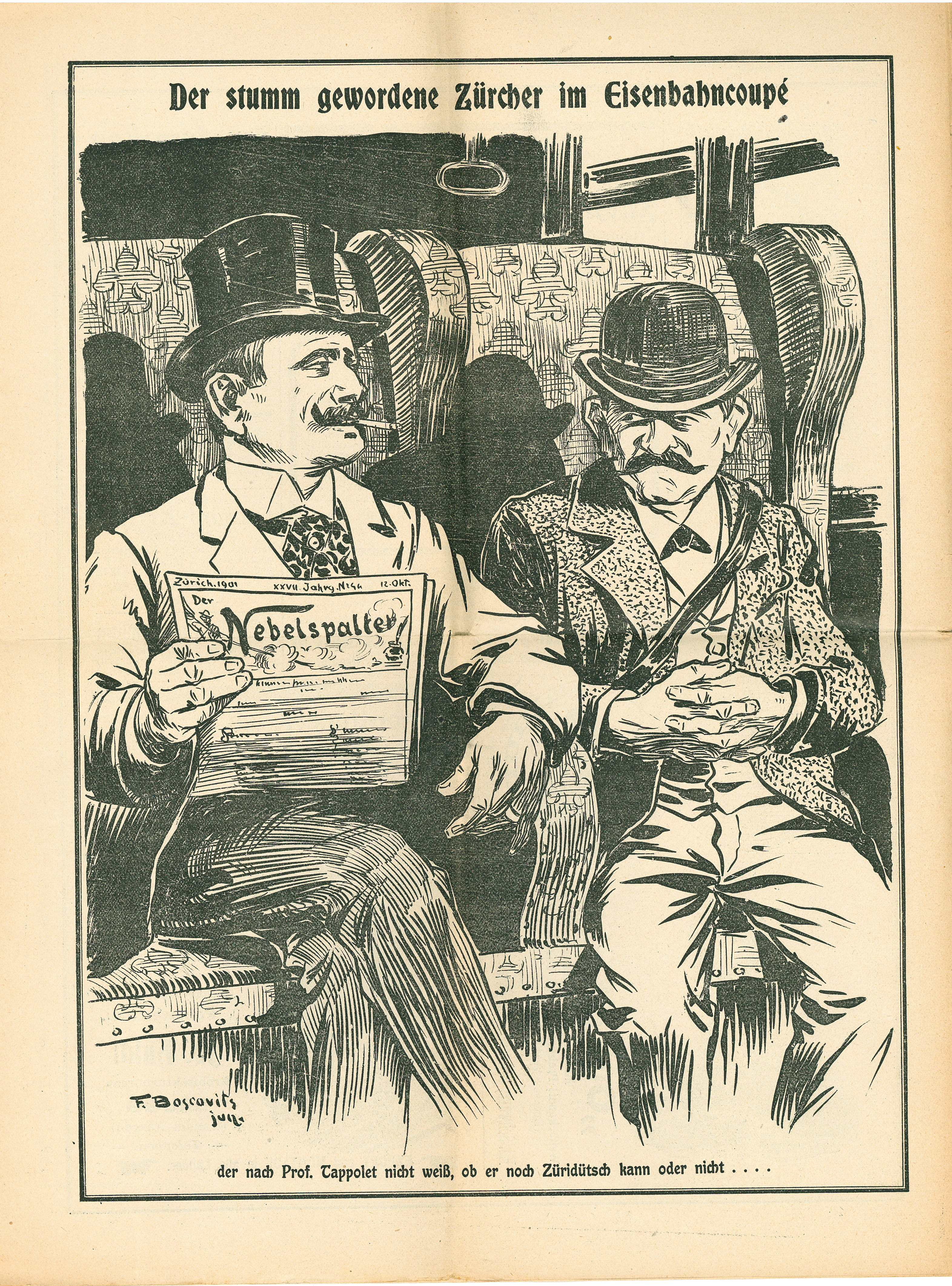
Karikatur von Fritz Boscovits im Nebelspalter über Tappolets Angst vor dem Niedergang des Schweizerdeutschen

In seiner Überarbeit Über den Stand der Mundarten in der deutschen und französischen Schweiz von 1901 vertrat Tappolet die Meinung, die deutschsprachige Schweiz würde der Entwicklung in der Suisse romande und in Deutschland folgen und innert fünfzig Jahren den Dialekt als Umgangssprache zugunsten der Hochsprache aufgeben; die erste Stadt würde Zürich sein. Otto von Greyerz’ Überzeugung, dass eine schweizerdeutsch-hochdeutsche Zweisprachigkeit (Diglossie) möglich, ja sogar nötig sei, um die Mundart zu erhalten, teilte er ausdrücklich nicht. Tappolet erreichte mit seiner Schrift, die von der Universität Zürich als Habilitationsschrift angenommen wurde, eine grosse Öffentlichkeit, wobei die Reaktionen gespalten waren. Ein Rezensent teilte in der  Allgemeinen Schweizer Zeitung zwar Tappolets Pessimismus nicht, meinte aber, die Publikation mache deutlich, dass die Schweizer mehr für ihre eigene Sprache eintreten und ihre Mundarten pflegen sollten. Für Tappolets Aussage, ein Zürcher käme in der Eisenbahn geradezu in Verlegenheit, in welcher Sprache er einen Fremden ansprechen sollte, hatte der Nebelspalter hingegen nur Spott übrig (siehe die Abbildung). – Die Ansicht, die Deutschschweiz beziehungsweise Zürich seien um 1900 vor einem Sprachwechsel gestanden, wird bis heute dann und wann wiedergegeben, wobei zumeist weder der Autor dieser Meinung noch der Widerspruch, den sie hervorrief, noch bekannt sind.

## Werke (Auswahl)
- Die romanischen Verwandtschaftsnamen. Trübner, Strassburg 1895.
- Wustmann und die Sprachwissenschaft. Speidel, Zürich 1898.
- Über den Stand der Mundarten in der deutschen und französischen Schweiz (= Mitteilungen der Gesellschaft für deutsche Sprache in Zürich. Heft VI). Zürcher & Furrer, Zürich 1901.
- Die Sprache des Kindes. Walz & Miéville, Basel und Paetel, Berlin 1907.
- Die Ursachen des Wortreichtums bei den Haustiernamen der französischen Schweiz. Westermann, Braunschweig/Berlin 1913.
- Die alemannischen Lehnwörter in den Mundarten der französischen Schweiz. 2 Teile. Trübner, Strassburg 1914 (Abhandlung), 1917 (etymologisches Wörterbuch).

## Fussnoten
1. ↑  E. Stauber: Tappolet. In: Historisch-Biographisches Lexikon der Schweiz, Band VI. Neuenburg 1931, S. 637.
2. 1 2  Jakob Jud: Ernst Tappolet 1870–1939. In: Vox Romanica 5, 1940, S. 332–334, hier auf S. 332.
3. ↑  Lucienne Hubler: Ernst Tappolet. In: Historisches Lexikon der Schweiz (in der gedruckten Ausgabe fälschlicherweise Schlup geschrieben); Lebensdaten gemäss Stein auf dem Familiengrab.
4. 1 2 3  Jakob Jud: Ernst Tappolet 1870–1939. In: Vox Romanica 5, 1940, S. 332–334, hier auf S. 333.
5. ↑  Anne-Marguerite Fryba: Tappolet, Ernst. In: Neue Deutsche Biographie (NDB). Band 25, Duncker & Humblot, Berlin 2013, ISBN 978-3-428-11206-7, S. 789 (Digitalisat).
6. ↑  Jakob Jud: Ernst Tappolet 1870–1939. In: Vox Romanica 5, 1940, S. 332–334, hier auf S. 334.
7. ↑  Tappolets Buch über die alemannischen Lehnwörter im Westschweizer Patois fand in Emil Steiners Die französischen Lehnwörter in den alemannischen Mundarten der Schweiz. Kulturhistorisch-linguistische Untersuchung mit etymologischem Wörterbuch (1921) sein Gegenüber.
8. ↑  Ernst Tappolet: Über den Stand der Mundarten in der deutschen und französischen Schweiz (= Mitteilungen der Gesellschaft für deutsche Sprache in Zürich. Heft VI). Zürich 1901, S. 35.
9. ↑  Otto von Greyerz: Die neuere Sprachentwicklung in der deutschen Schweiz. Müller, Zürich 1892, S. 15.
10. ↑  Ernst Tappolet: Über den Stand der Mundarten in der deutschen und französischen Schweiz (= Mitteilungen der Gesellschaft für deutsche Sprache in Zürich. Heft VI). Zürich 1901, S. 37.
11. ↑  [ohne Autor]: Die Lebenszähigkeit unserer Mundarten. In: Allgemeine Schweizer Zeitung, Morgenblatt vom 26. April 1901, S. 1–2, hier auf S. 1.
12. ↑  Nebelspalter vom 26. Oktober 1901, letzte Seite.

| Personendaten    | Personendaten                                                  |
| ---------------- | -------------------------------------------------------------- |
| NAME             | Tappolet, Ernst                                                |
| ALTERNATIVNAMEN  | Tappolet, Ernst Emanuel (vollständiger Name); Tappolet, Ernest |
| KURZBESCHREIBUNG | Schweizer Romanist und Lexikograph                             |
| GEBURTSDATUM     | 21. Oktober 1870                                               |
| GEBURTSORT       | Hittnau                                                        |
| STERBEDATUM      | 2. November 1939                                               |
| STERBEORT        | Basel                                                          |